# NGC 471
NGC 471 es una galaxia lenticular de la constelación de Piscis. 
Fue descubierta el 3 de noviembre de 1864 por el astrónomo Albert Marth.